# Paul Renne
Paul Wisner Renne (* 9. November 1939 in Bozeman, Montana; † 18. April 1970 bei Hays, Kansas) war ein US-amerikanischer Biathlet.

## Leben
Paul Renne besuchte das Montana State College, wo sein Vater, der spätere Politiker Roland Renne, lange Zeit Präsident war. Er betrieb zunächst Skilanglauf, wechselte nach seiner Collegezeit und dem Wechsel zur US-Army, für die er auch antrat, zum Biathlonsport. Bei den Ausscheidungswettkämpfen (Trials) vor den Olympischen Winterspielen 1964 konnte er sich auf dem zweiten Rang platzieren und qualifizieren. Der First Lieutenant nahm mit dem Einzel bei den Spielen in Innsbruck bei seinem einzigen Großereignis im Biathlon teil und belegte als schwächster US-Amerikaner Platz 39. Renne starb 1970 bei einem Autounfall.